# Prabowo Subianto
Prabowo Subianto Djojohadikoesoemo (Giacarta, 17 ottobre 1951) è un imprenditore, politico ed ex generale indonesiano, Presidente dell’Indonesia dal 20 ottobre 2024.
Prabowo è figlio di Soemitro Djojohadikoesoemo, un economista indonesiano, e di Dora Sigar. È anche l'ex marito di Siti Hediati "Titiek" Soeharto, la figlia più giovane dell'ex presidente Soeharto.
Politicamente, ha altresì ricoperto precedentemente l’incarico di ministro della difesa dell'Indonesia dal 2019 al 2024.

## Carriera militare
Nel 1970 Prabowo si iscrisse all'accademia militare di Magelang. Terminò gli studi nel 1974 con altri che raggiunsero alte posizioni nelle gerarchia militare, tra i quali Susilo Bambang Yudhoyono. Nel 1976 Prabowo venne assegnato alle forze speciali (Kopassus), e gli venne affidato il comando del Group 1 Komando Pasukan Sandhi Yudha (Kopassandha), che prese parte all'operazione Nanggala a Timor Est. Prabowo, con i suoi 26 anni, era il più giovane comandante dell'operazione. Prabowo comandò la missione per la cattura del vice presidente del FRETILIN, che era il primo ministro di Timor est, Nicolau dos Reis Lobato. A guidare Prabowo era Antonio Lobato, fratello minore di Nicolau. La compagnia di Prabowo trovò Nicolau mentre veniva scortato a Maubisse, cinquanta chilometri a sud di Dili. Nicolau morì per una ferita d'arma da fuoco allo stomaco il 31 dicembre 1978. Nel 1985 Prabowo si recò a Fort Benning, negli Stati Uniti, per addestramento in operazioni di commando.
Come comandante del terzo gruppo Kopassus nei primi anni novanta, l'allora maggior generale Prabowo tentò di sedare i moti per l'indipendenza di Timor Est con l'aiuto di truppe irregolari (bande di "ninja" incappucciati, vestiti di nero ed operanti di notte), e nelle maggiori città e e villaggi con milizie al comando di comandanti del Kopassus. Diverse sono le accuse di violazione dei diritti umani riferite a questo periodo.
Il 16 settembre 1983, nei pressi del villaggio di Caraubalo, gli uomini del maggiore Prabowo giustiziarono un gruppo di guerriglieri e le loro famiglie, compresi donne e bambini, uccidendo 55 persone. Secondo un'indagine condotta da una commissione delle Nazioni Unite, due bambini furono sgozzati con dei coltelli. Il giorno successivo, circa 140 persone che erano fuggite da un raid dell'esercito sono state uccise a colpi di mitragliatrice nel villaggio di Buikarin, sempre dagli uomini di Prabowo Subianto. I sopravvissuti a questi massacri sono stati rinchiusi in un campo di concentramento sorvegliato dagli uomini di Prabowo, dove molti sono morti di fame e maltrattamenti.
Nel 1996 Prabowo guidò l'operazione Mapenduma, fra le montagne della provincia di Papua. Scopo dell'operazione era il rilascio di undici ricercatori scientifici presi in ostaggio dal Movimento Papua Libera. Degli ostaggi, cinque erano indonesiani, quattro britannici, uno olandese. Due dei cinque ostaggi indonesiani furono uccisi poco dopo il sequestro. La missione prevedeva un supporto dal colonnello della SAS Ivor Helberg. L'operazione fu criticate per il presunto utilizzo delle insegne della Croce Rossa su un elicottero bianco utilizzato per ingannare i ribelli (ma il comunicato ufficiale della croce rossa non chiarisce se si sia verificata tale violazione). Quando l'elicottero atterrò a Geselema, alcuni abitanti dei vicini villaggi, non coinvolti nel rapimento, si avvicinarono all'elicottero; rimasero vittime del fuoco indonesiano ed inglese. Il movimento indipendentista aveva in precedenza avviato trattative per la risoluzione pacifica del rapimento. Tuttavia, il ripensamento del leader Kelly Kwalik portò all'escalation che si concluse con l'operazione di commando. Il 20 marzo 1998 Prabowo venne assegnato al comando della riserva (Kostrad), la guarnigione di stanza a Giacarta che Suharto aveva comandato nel 1965.
Nel 1998, mentre il regime del Nuovo Ordine vacillava, fece rapire e torturare studenti e attivisti pro-democrazia. È sospettato di essere il mandante dei disordini di Giacarta del maggio 1998, rivolti in particolare contro la minoranza cinese, per approfittare del caos e cercare di impedire la caduta del regime per prenderne il controllo. Negli scontri sono state uccise più di mille persone e circa 200 donne sono state violentate.
Dopo la caduta della dittatura, fu espulso dall'esercito per "condotta disonorevole" e visse in Giordania per diversi anni. Tuttavia, non è stato disturbato dai tribunali, che non hanno perseguito i responsabili del regime del Nuovo Ordine.
Al ritorno dall'esilio, si mise in affari al fianco del fratello, un oligarca miliardario.
Proprietario di una piantagione e di una cartiera, la sua fortuna è stimata in circa 150 milioni di euro.

## Carriera politica
Nelle elezioni presidenziali del 2009 partecipò come candidato alla vice presidenza, sostenendo Megawati Soekarnoputri come presidente.
Nel novembre 2011, Prabowo annunciò la propria intenzione di concorrere per le successive elezioni presidenziali del 2014, poi perse a discapito di Joko Widodo.
Dopo un’altra elezione presidenziale persa, sempre contro Joko Widodo, alle successive elezioni del 2024, a cui partecipò con il figlio di Widodo come vicepresidente, venne eletto Presidente, con il 58,59% dei voti.